# Laura Ballotta
Laura Ballotta (ur. 17 sierpnia 1971) – włoska lekkoatletka, która specjalizowała się w skoku o tyczce. 
Wielokrotna medalistka mistrzostw Włoch, znaczące sukcesy osiągała w Wielkiej Brytanii, zdobywając w 2002 brązowy medal halowych mistrzostw Wielkiej Brytanii (AAA Championships), trzy złote medale halowych mistrzostw Szkocji (1999, 2001, 2002), a także złoto studenckich mistrzostw Wielkiej Brytanii (1999) oraz złoty medal mistrzostw Południowej Anglii (2004).
Jej rodzicami są byli wielokrotni rekordziści kraju – tyczkarz Edmondo oraz dyskobolka i kulomiotka Elivia Ricci.

## Rekordy życiowe
- Skok o tyczce – 3,95 (2002)
- Skok o tyczce – 3,90 (2002 & 2003)